# Nicholas Pocock
Nicholas Pocock (Bristol, 2 maart 1740 - Maidenhead, 9 maart 1821) was een Brits kunstschilder, bekend van zijn gedetailleerde marines van zeeslagen tijdens de glorieperiode van de zeilschepen.
Nicholas Pocock was de zoon van een zeeman. Hij koos hetzelfde beroep en werd gezagvoerder op een koopvaardijschip toen hij amper 26 was. Tijdens zijn leven op zee werd hij een bekwaam kunstenaar en maakte tekeningen van schepen en kusten voor zijn logboeken. Zijn werkgever, Richard Champion kreeg in 1778 financiële moeilijkheden toen de Amerikaanse Onafhankelijkheidsoorlog een nefaste invloed had op de trans-Atlantische handel. Pocock koos voor vaste grond onder zijn voeten en wijdde zich helemaal aan de schilderkunst. Sir Joshua Reynolds spoorde hem in een brief aan om zijn talent verder te ontwikkelen. Dat leidde ertoe dat een vroeg werk A View of Redcliff Church from the Sea Banks in 1782 in de Royal Academy of Arts werd tentoongesteld.
Hij kreeg de opdracht om een serie schilderijen te maken om de overwinning van George Brydges Rodney tijdens de slag bij Les Saintes in 1782 te vereeuwigen. In 1789 verhuisde hij naar Londen waar zijn reputatie en zijn contacten verder uitbreidden. Samuel Hood was onder de indruk van zijn werken en koning George III benoemde hem tot marineschilder van het hof.
Pocock besteedde veel aandacht aan onderzoek en sprak met ooggetuigen over het weer, de windrichting, de positie en de staat van hun schip. Hij was aanwezig tijdens zeeslag op de 13e Prairial (Engels:Glorious First of June) in 1794, aan boord van het fregat HMS Pegasus.
In 1817 verliet hij Londen en ging in Meadenhead bij zijn oudste zoon wonen waar hij vier jaar later overleed.

## Galerij

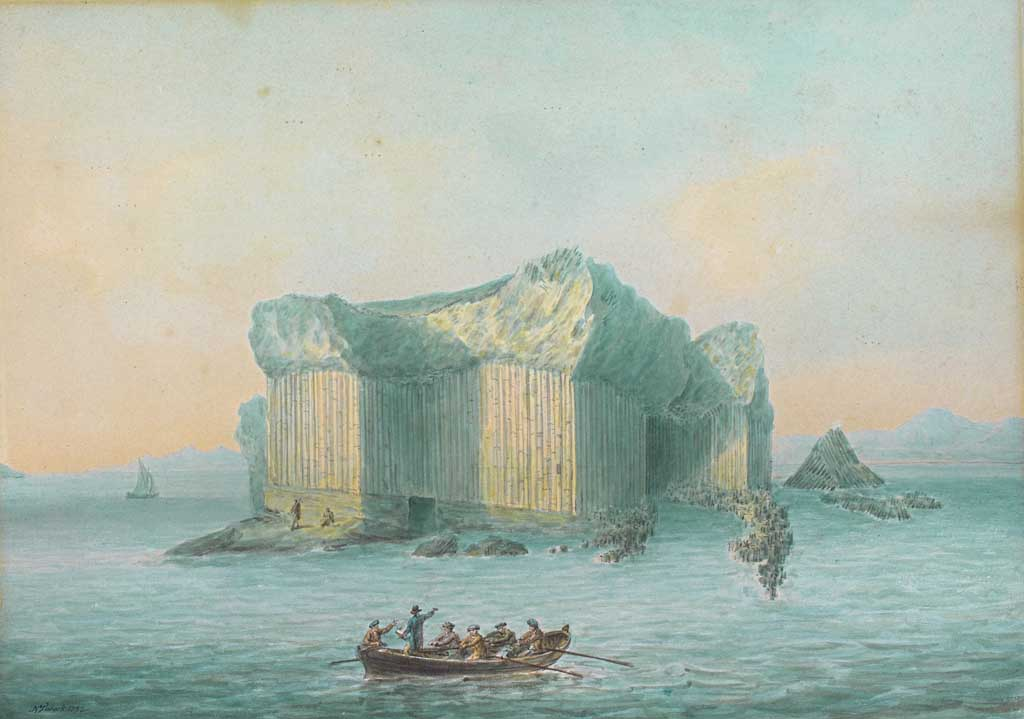
Het eiland Staffa (1792)
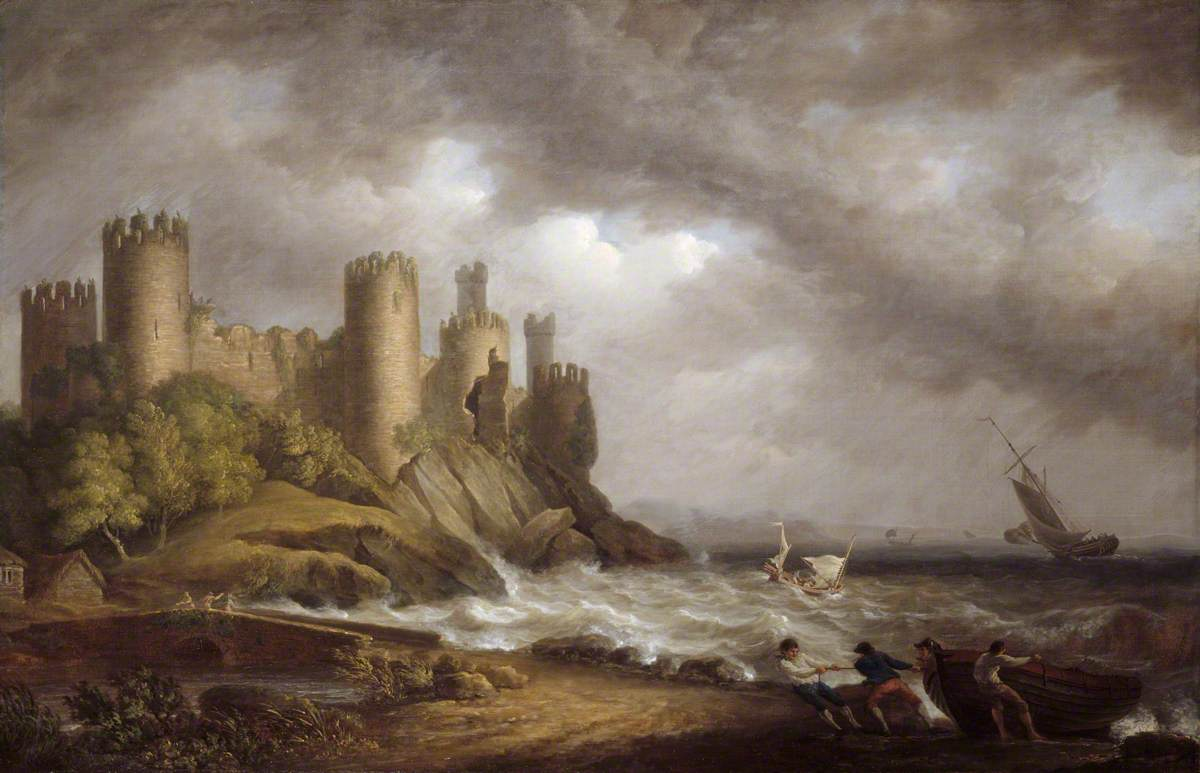
Conwy Castle (1794), National Trust
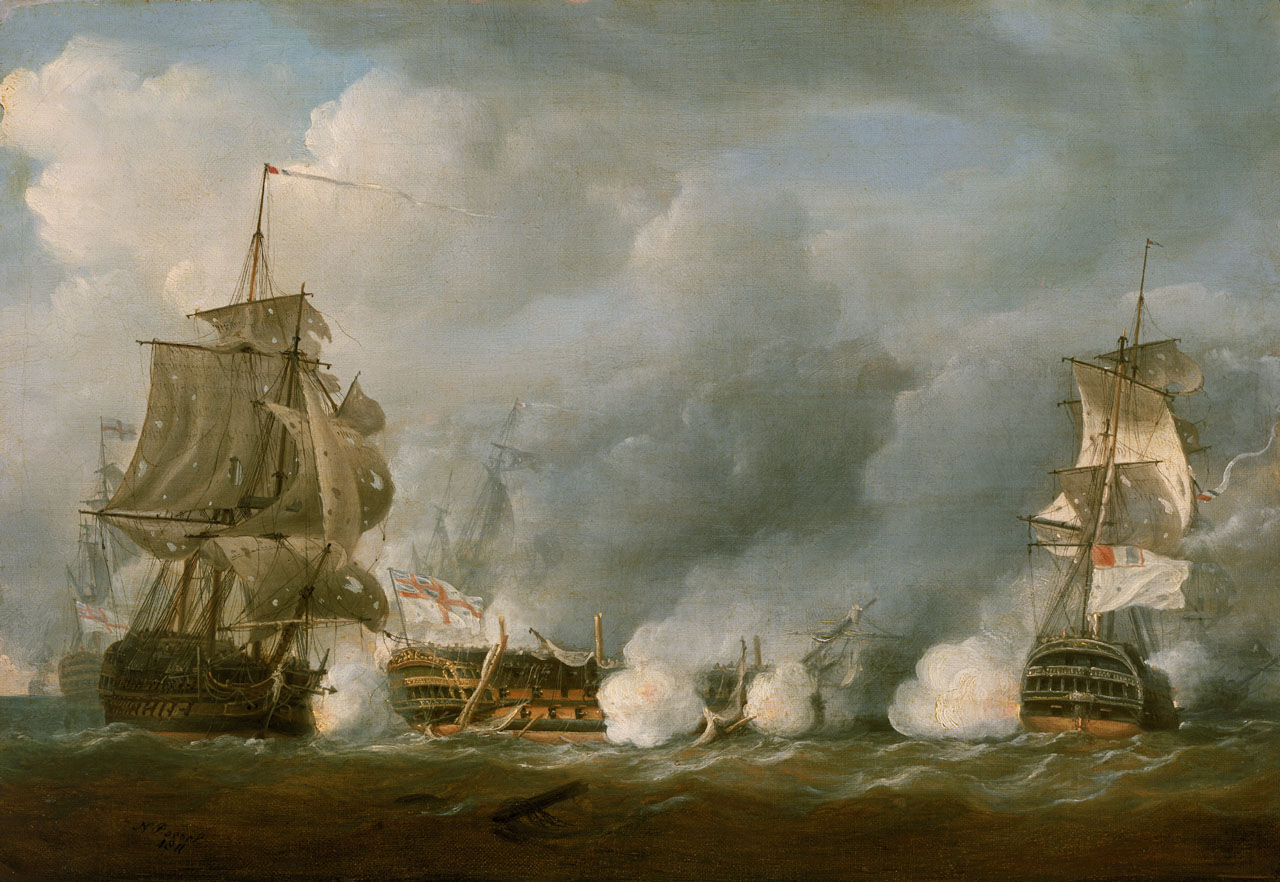
The HMS Defence tijdens de zeeslag op de 13e Prairial vanaf de HMS Pegasus, 1 juni 1794 (1811), National Maritime Museum
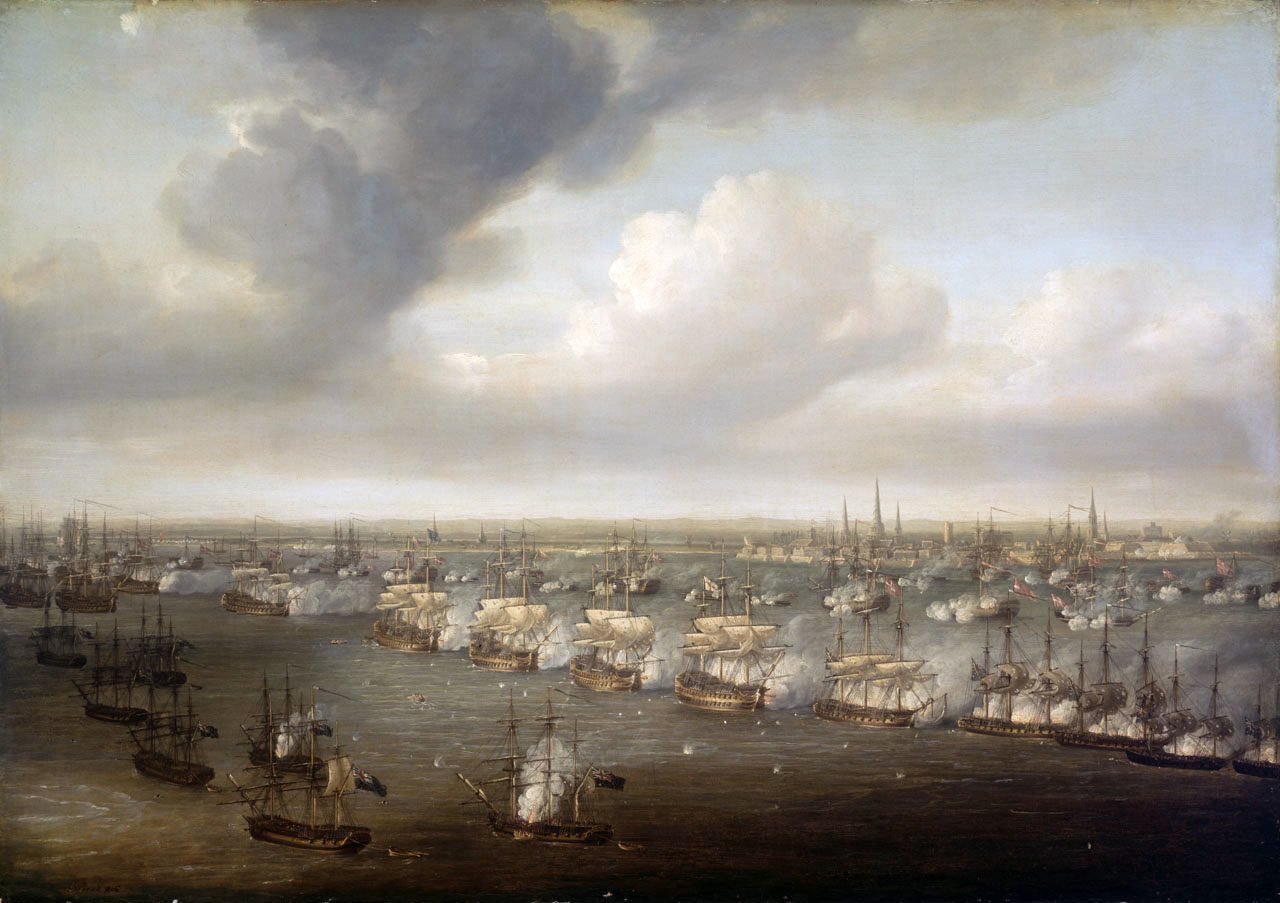
De Zeeslag bij Kopenhagen, 2 april 1801 (vroeg 19e eeuw), National Maritime Museum

- Art Gallery of South Australia: 2498
- Gemeinsame Normdatei: 129870307
- International Standard Name Identifier: 0000 0001 1690 4299
- Library of Congress Control Number: n84036338
- Nederlandse Thesaurus van Auteursnamen: 296985953
- RKD-Nederlands Instituut voor Kunstgeschiedenis: 63945
- Istituto Centrale per il Catalogo Unico: NAPV152980
- SNAC: w628168n
- Union List of Artist Names: 500015496
- Virtual International Authority File: 95776062
- WorldCat: E39PBJqVXc8v97yYthxvK8cF8C